# Винятинці
Виня́тинці — село в Україні, у Заліщицькій міській громаді Чортківського району Тернопільської області. Розташоване на річці Хромова (Хромова, Громова), на сході району. До 2020 року адміністративний центр Винятинської сільської ради, якій було підпорядковане село Голігради. Населення — 535 осіб (2020).

## Історія
На території Винятинців виявлено поселення трипільської культури.
Перша писемна згадка — 1566.
У 1889—1892 pp. проводив археологічні розкопки Готфрид Оссовський.
Діяла «Просвіта» (від 1901).
12 червня 2020 року, відповідно до розпорядження Кабінету Міністрів України № 724-р «Про визначення адміністративних центрів та затвердження територій територіальних громад Тернопільської області» увійшло до складу Заліщицької міської громади.
19 липня 2020 року, в результаті адміністративно-територіальної реформи та ліквідації Заліщицького району, увійшло до складу новоутвореного Чортківського району.

## Населення

### Мова
Розподіл населення за рідною мовою за даними перепису 2001 року:
| Мова       | Кількість | Відсоток |
| ---------- | --------- | -------- |
| українська | 795       | 99.25%   |
| російська  | 6         | 0.75%    |
| Усього     | 801       | 100%     |

## Релігія
- церква Успіння Пресвятої Богородиці (1826, ПЦУ),
- руїни римо-католицького костелу Пріснодіви Марії Неустанної Помочі (1930),
- богослужебна каплиця Положення Ризи Пресвятої Діви Марії (1896; наділена відпустом на 7 років від Папи Пія ІХ та відпустом постійним від Папи Льва VIII),
- капличка і печера Божого гробу;
- каплиця св. Антонія (1994);
- пам’ятний знак Матері Божій (2010);
- пам’ятний знак на честь скасування панщини (1848; кам’яний).

## Пам'ятники
Споруджено:
- пам'ятний знак на честь скасування панщини (19 століття; кам'яний),
- пам'ятники воїнам-односельцям, полеглим під час німецько-радянської війни (1967)
- пам'ятник воїнам УПА (1991).

## Соціальна сфера
Клуб, бібліотека, ФАП, відділення зв'язку, ЗОШ I—II ступенів.

## Відомі люди

### Народилися
- громадський діяч у США О. Гаврилюк,
- актор-аматор, культурний діяч у Канаді В. Гарап'як,
- актор, режисер Євген Коханенко,
- громадський діяч у Канаді П. Легкун,
- доктор історичних наук Павло Михайлина,
- доктор фізико-математичних наук Микола Нагнибіда
- майстер народної вишивки рушкиків Ганна Михалівна Зеленчук
- Герой соціалістичної праці Машера Іван Михайлович

## Галерея

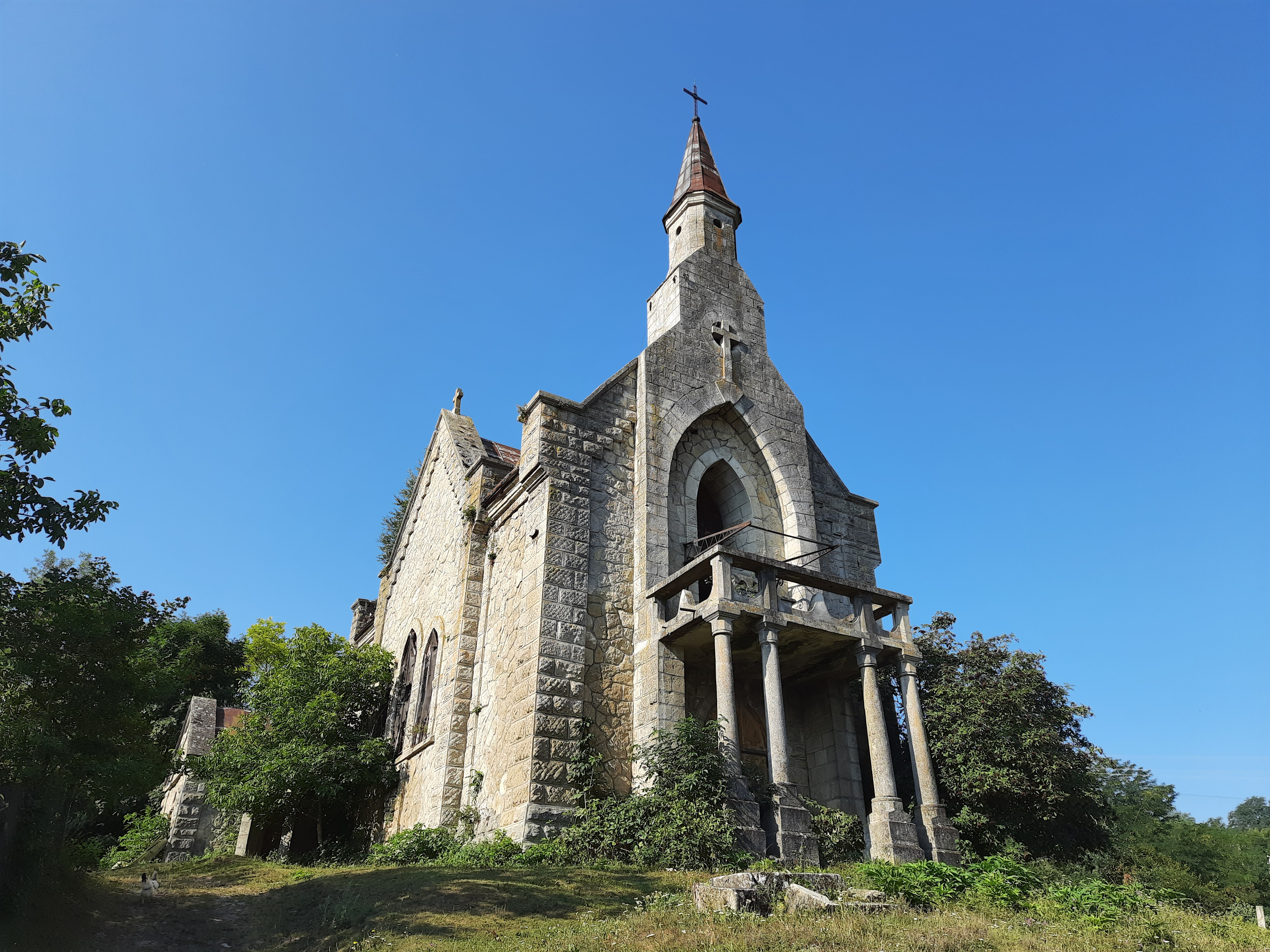
Костел Пріснодіви Марії Неустанної Помочі
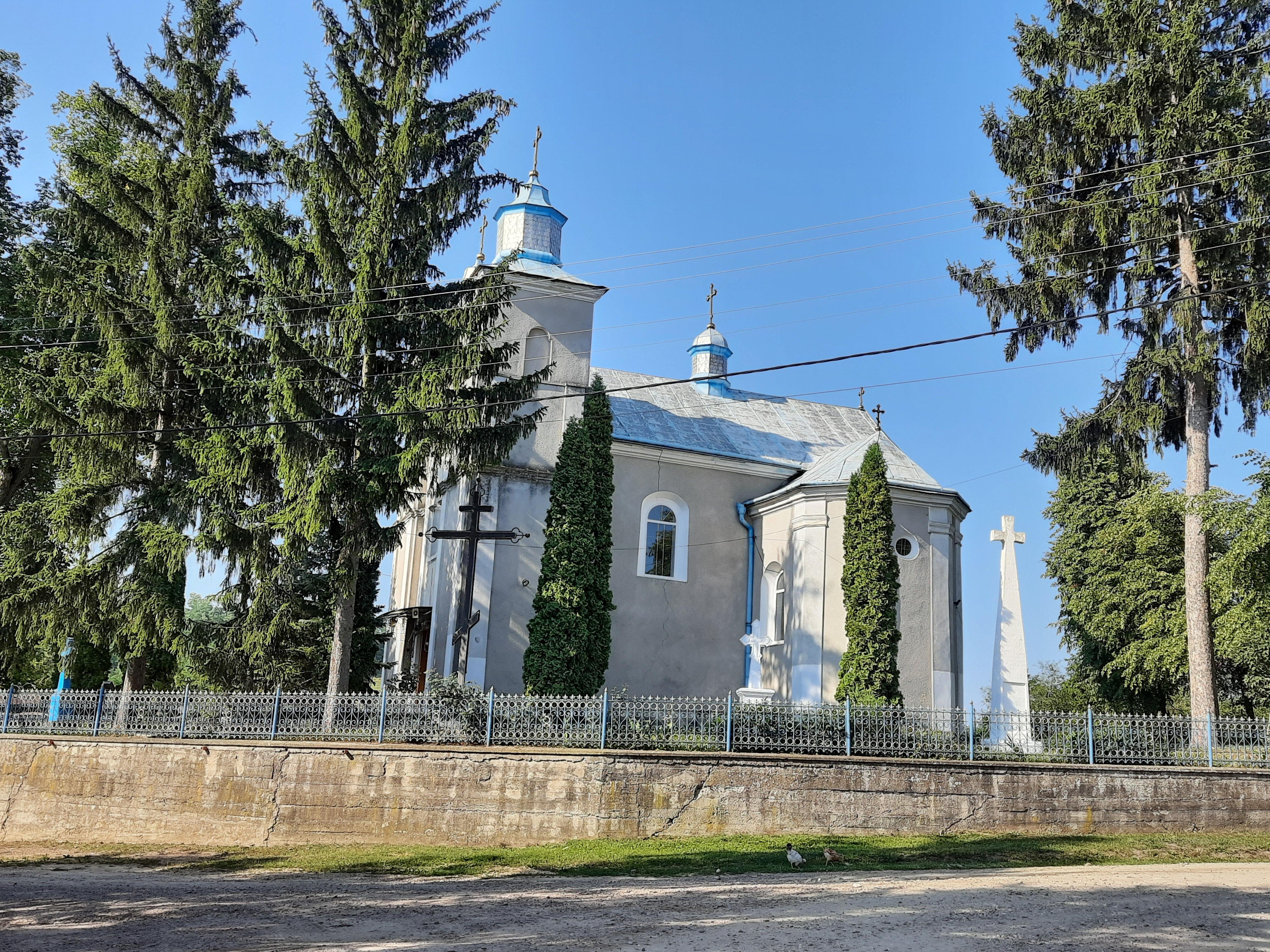
Церква Успіння Пречистої Діви Марії
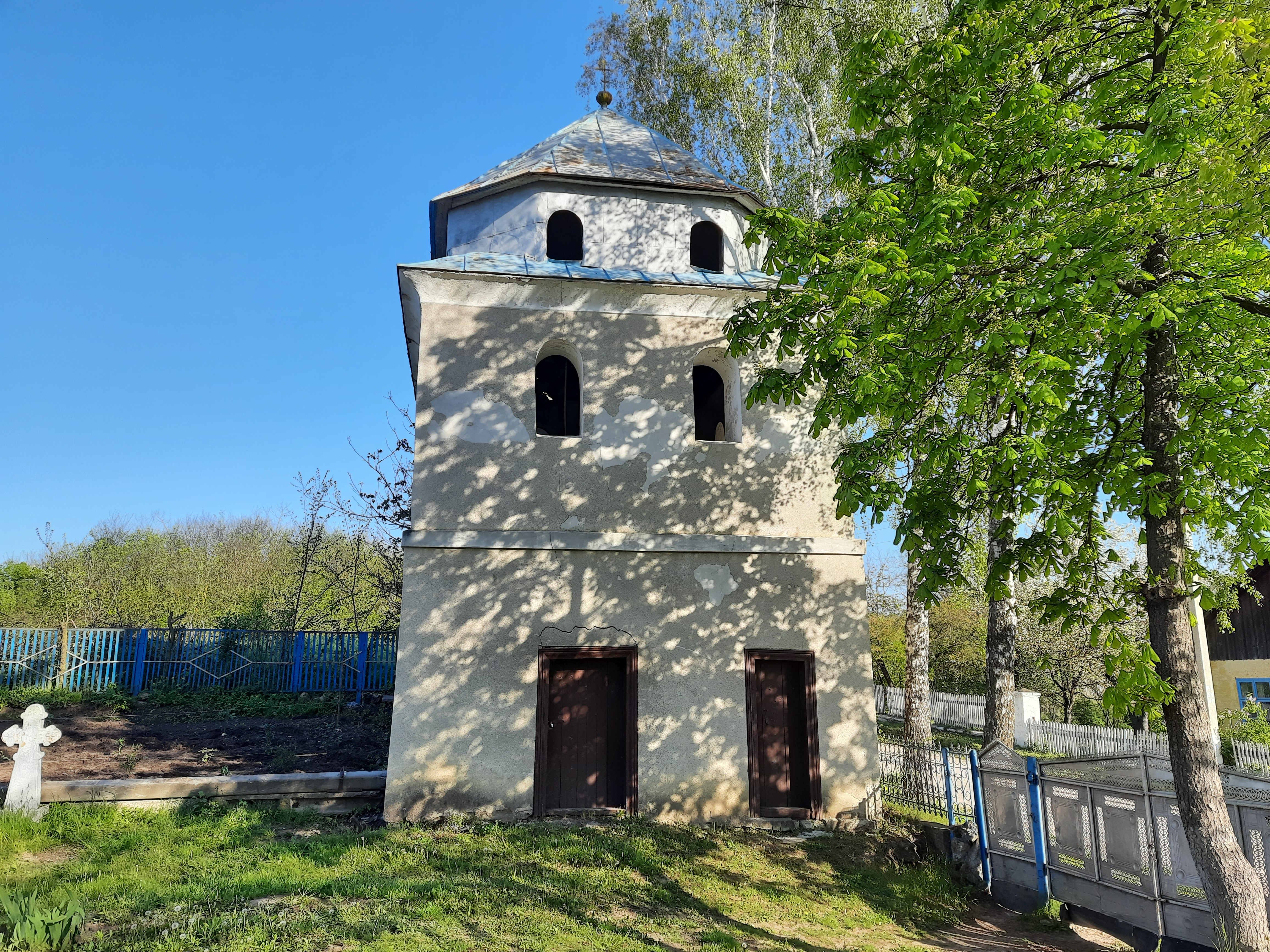
Дзвіниця церкви Успіння Пречистої Діви Марії
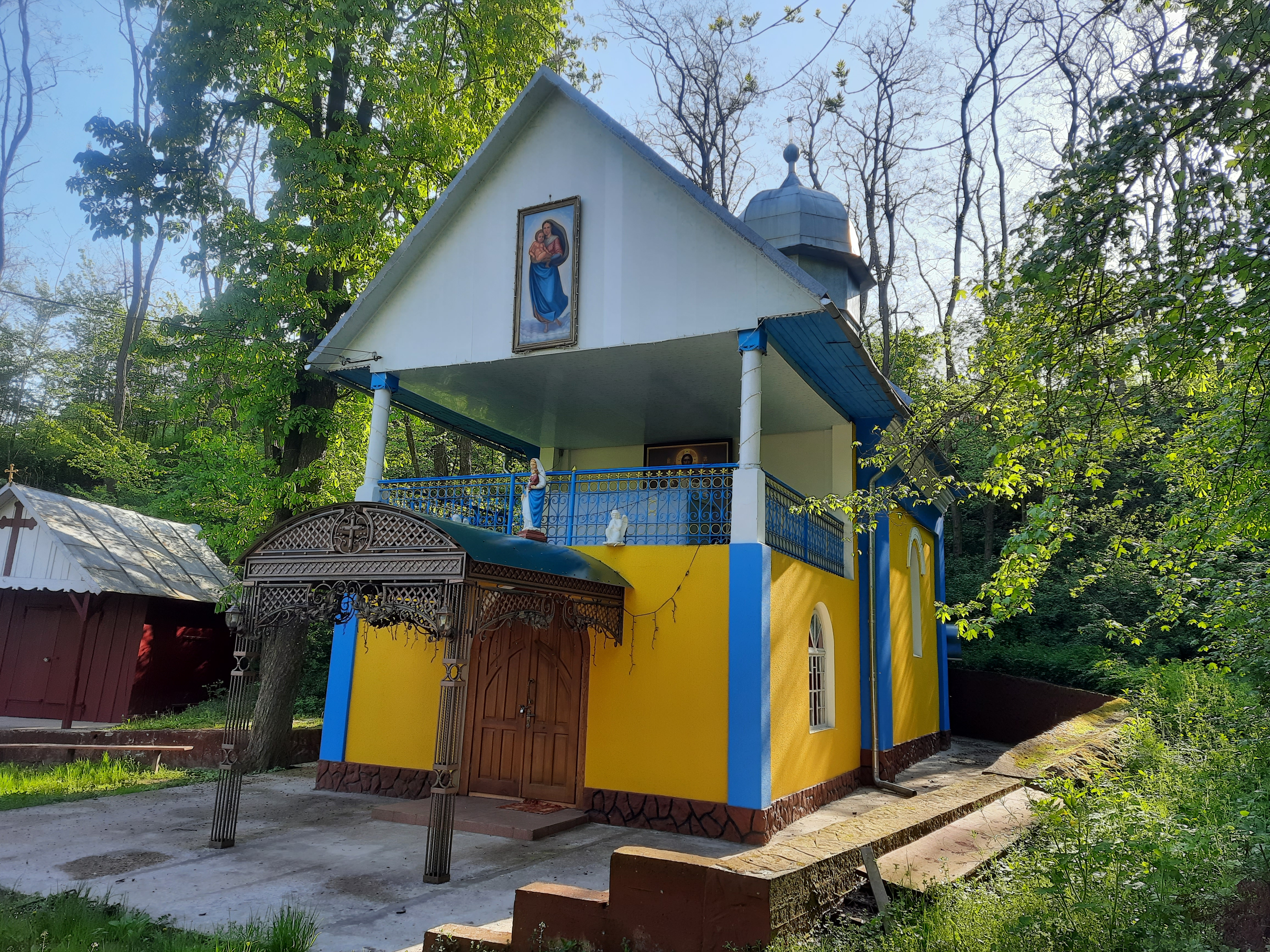
Каплиця Положення Ризи Пресвятої Богородиці
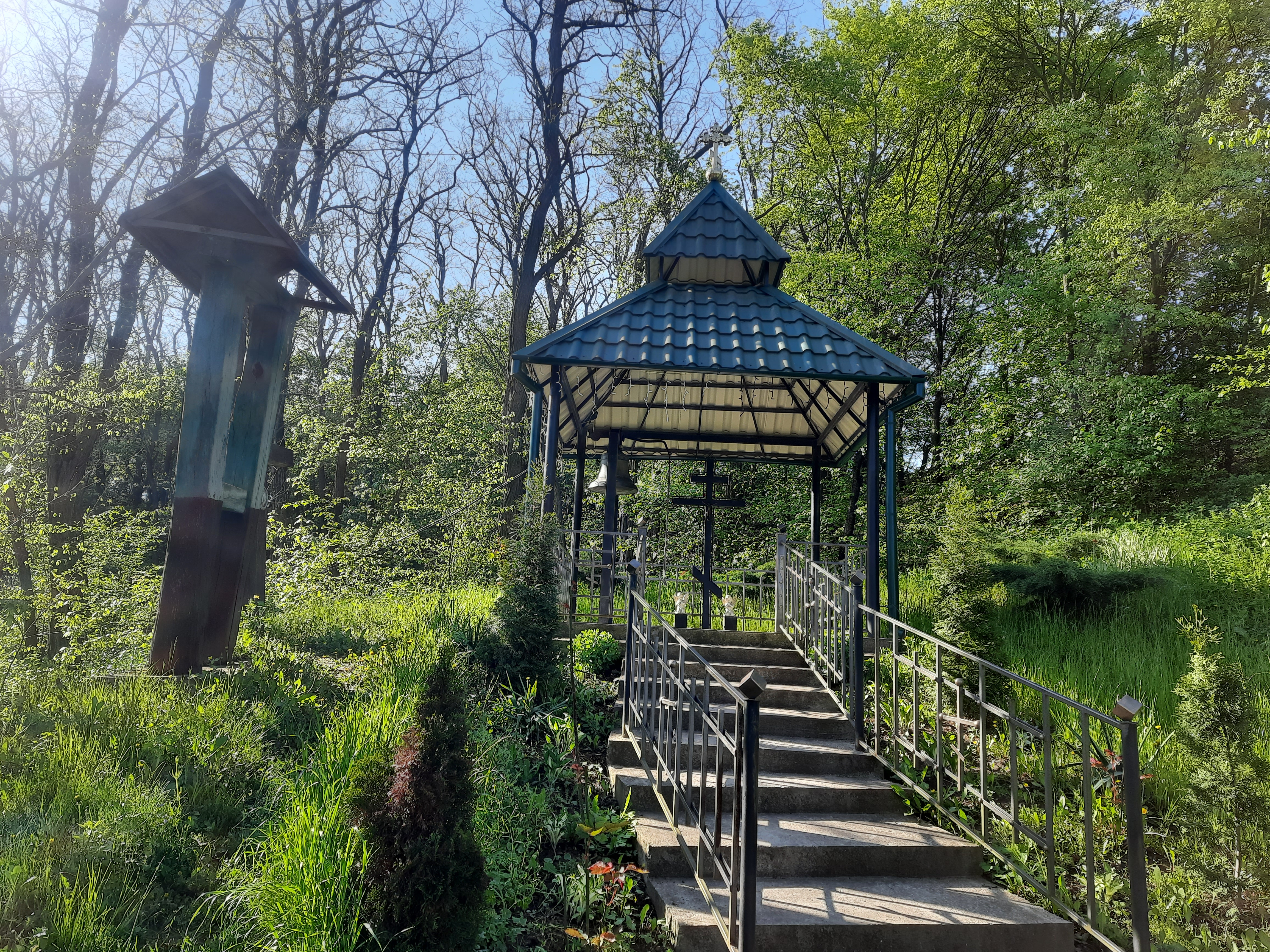
Дзвіниця каплиці Положення Ризи Пресвятої Богородиці
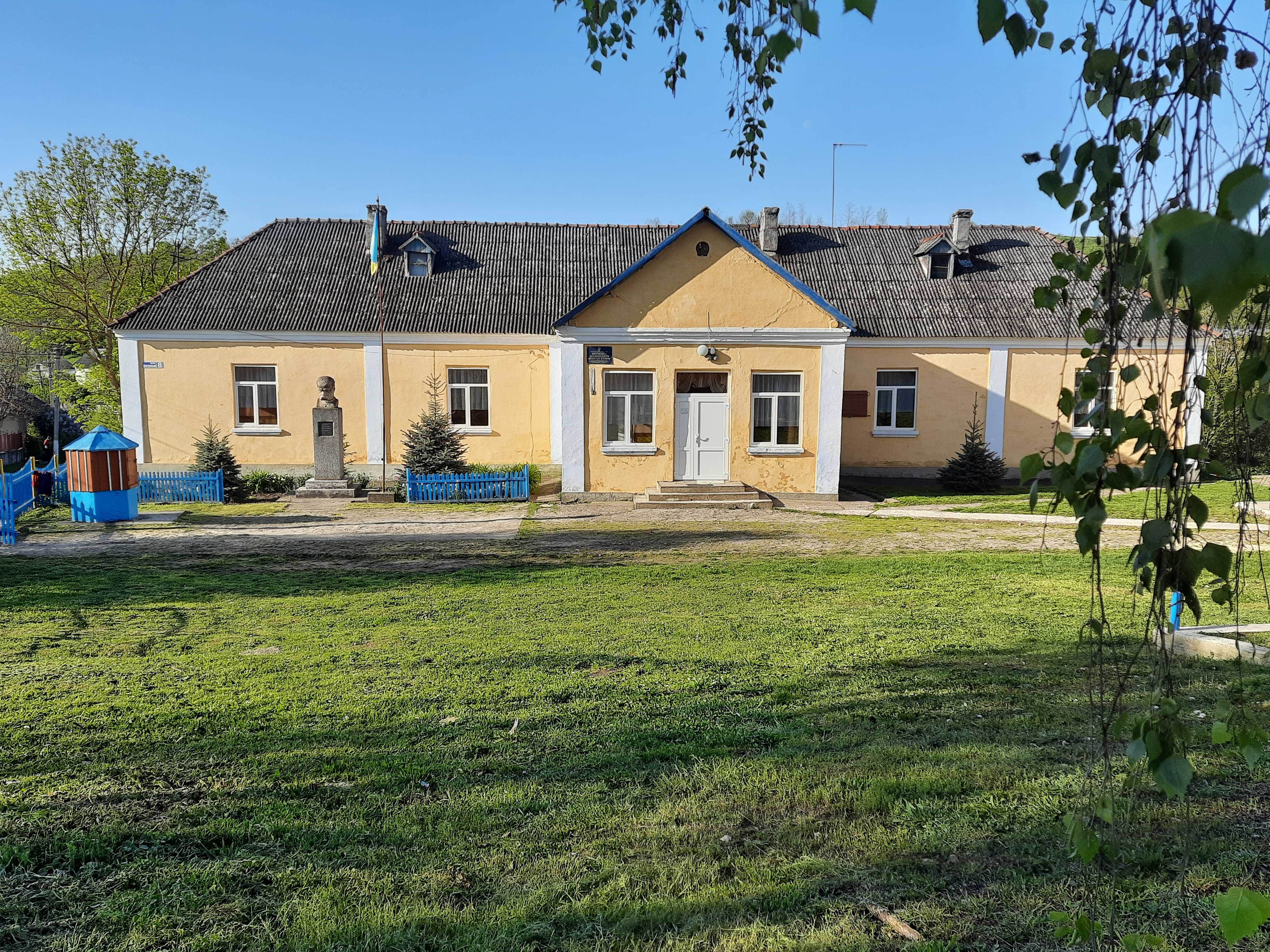
Школа
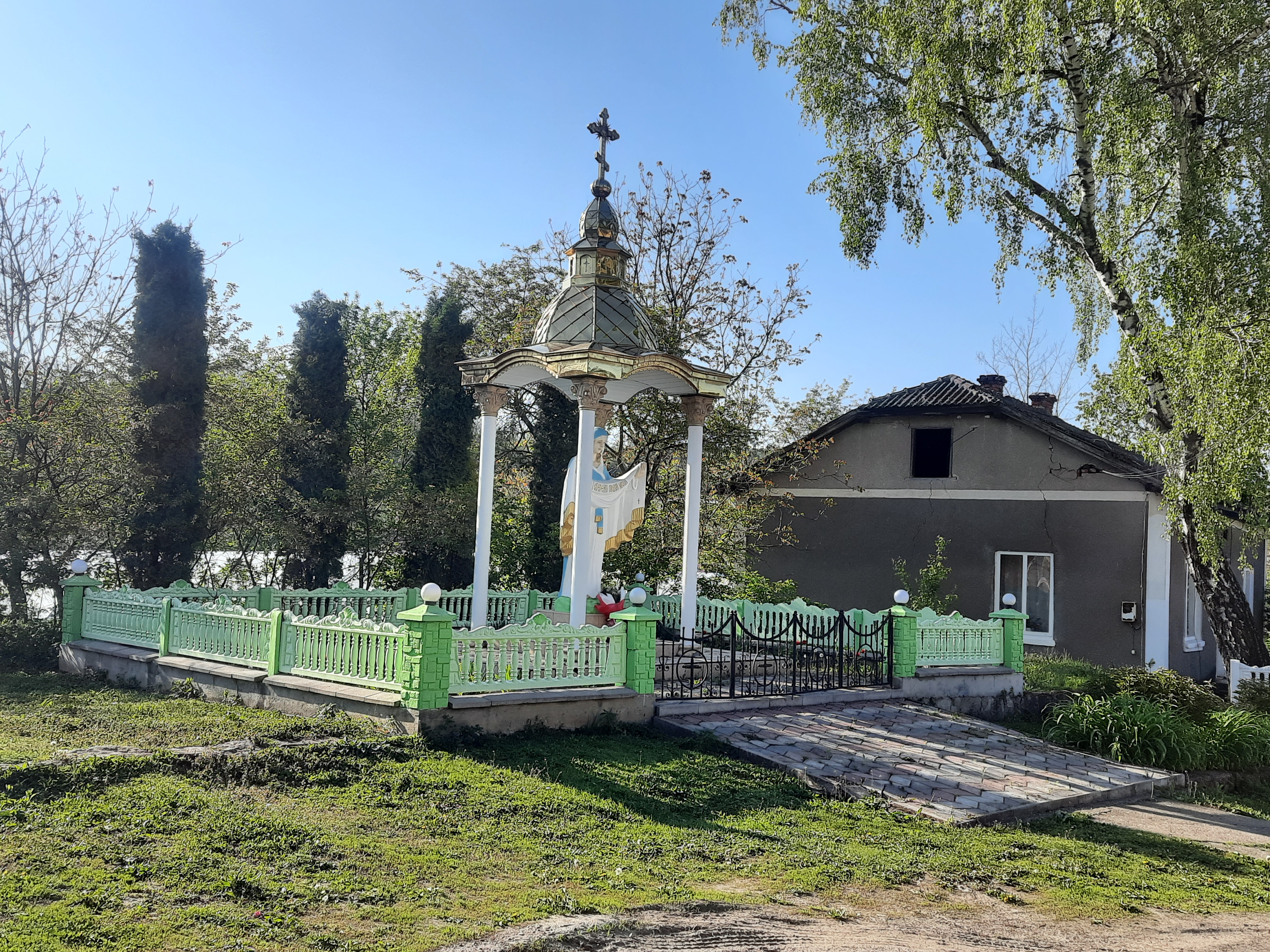
Статуя Божої Матері
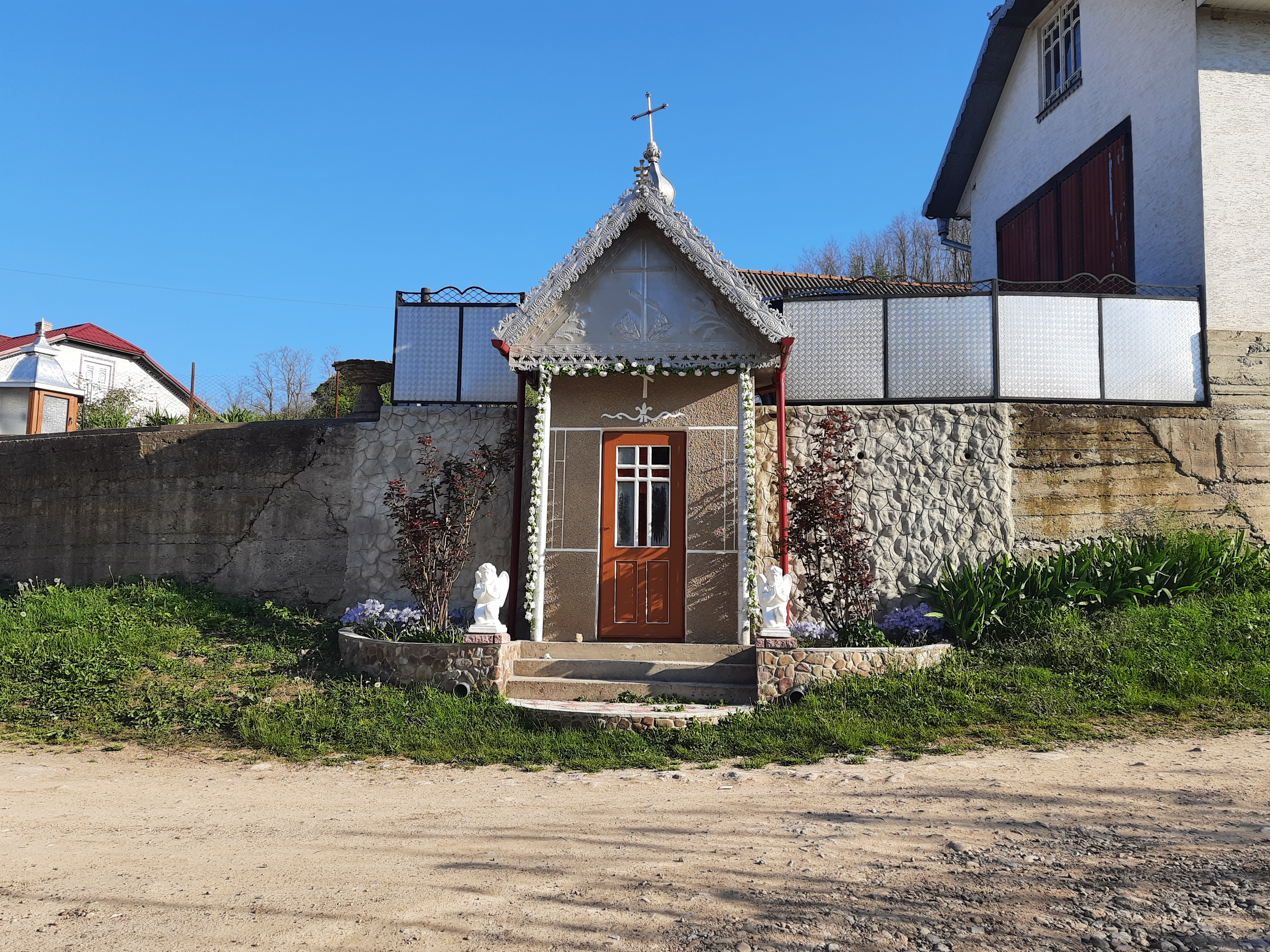
Придорожня капличка
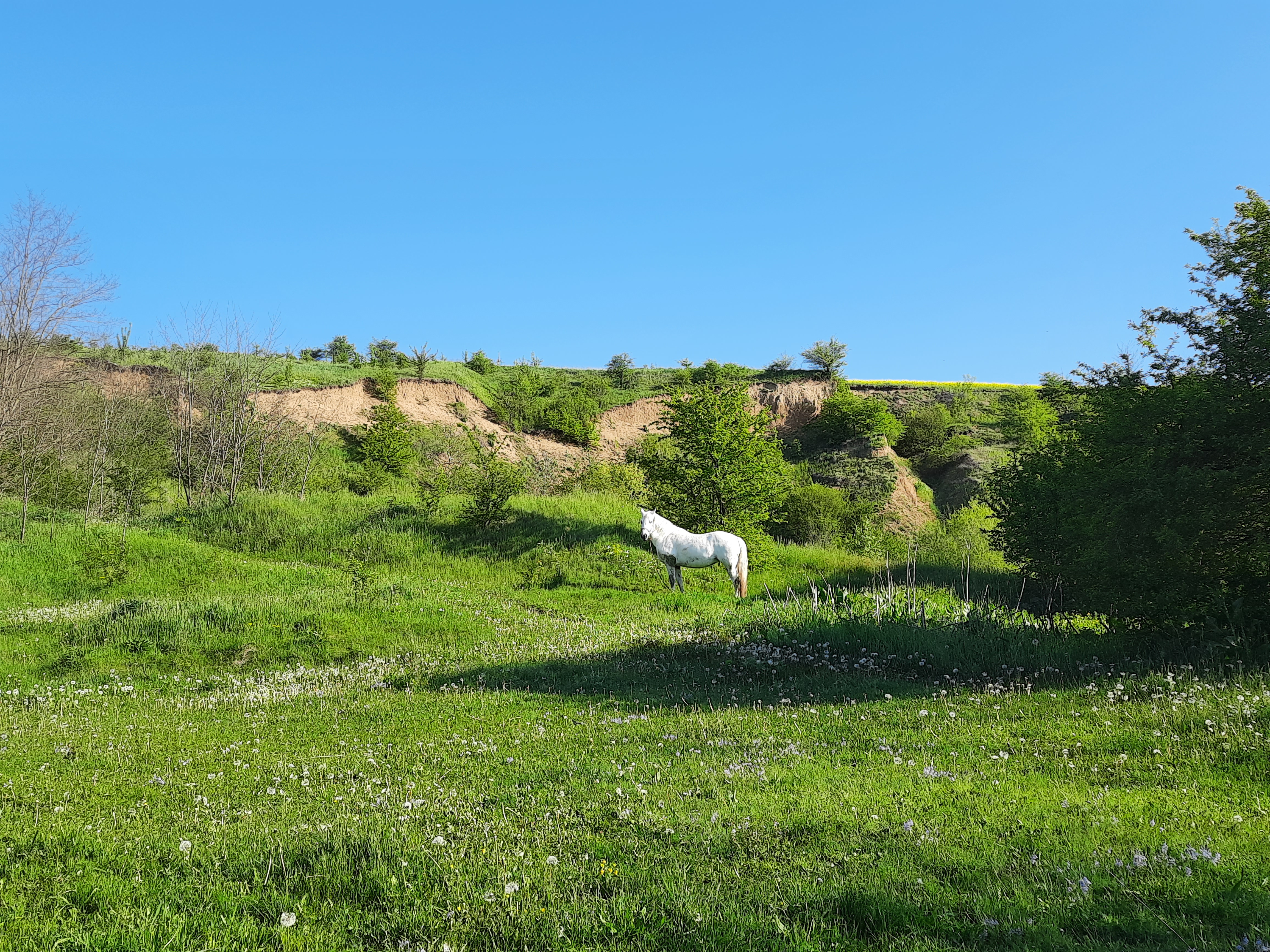
Колишній глиняний кар'єр
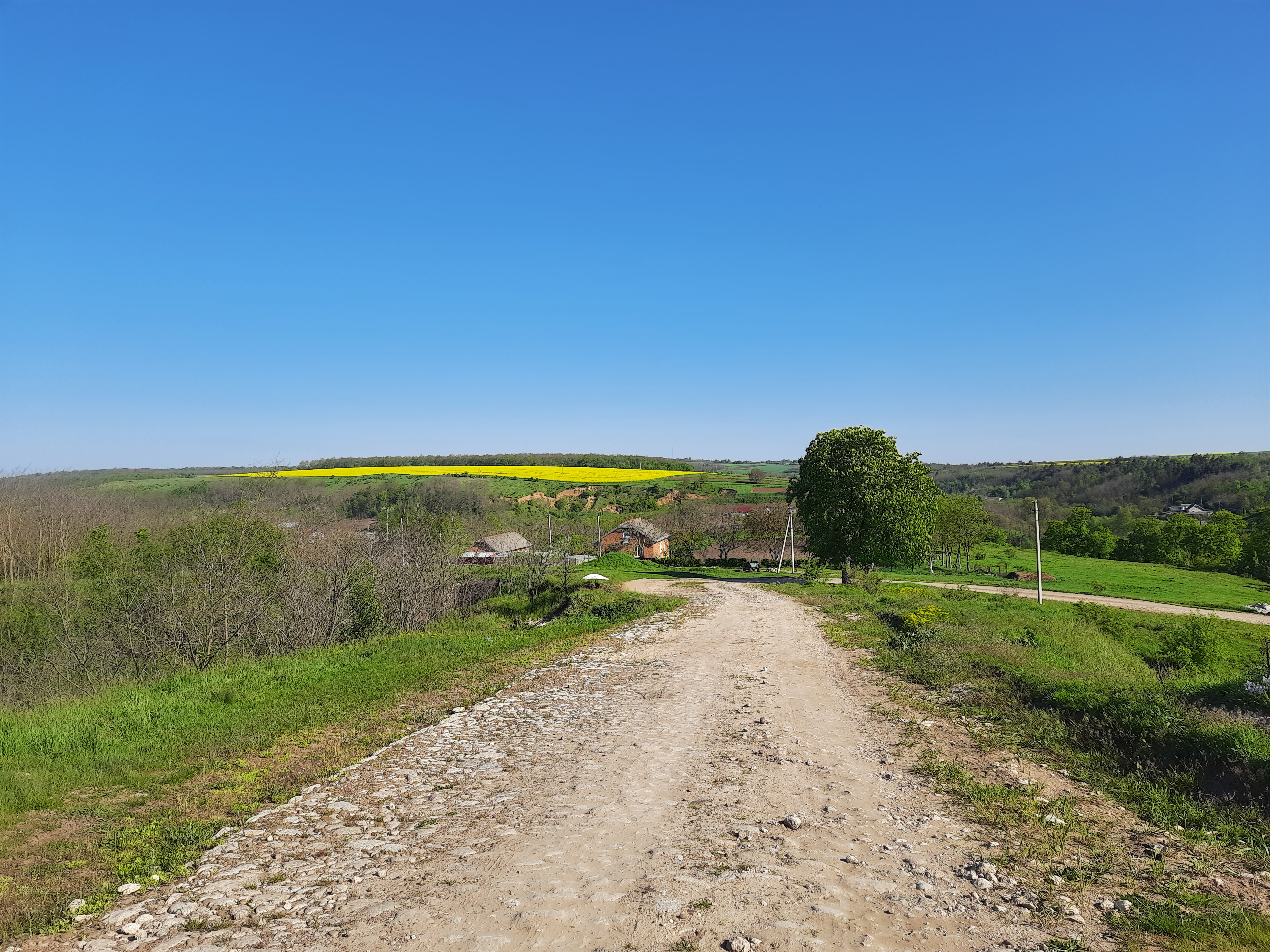
Дорога на село